# El concierto de San Ovidio
El concierto de San Ovidio es una obra en tres actos de teatro de Antonio Buero Vallejo, estrenada el 16 de noviembre de 1962 en el Teatro Goya de Madrid.

## Sinopsis
Desarrollada en el Hospital de los Quince Veintes en París de 1771, Valindín, un negociante, consigue que la monja que regenta la institución permita que, a cambio de 200 libras, seis mendigos ciegos que allí se acogen puedan tocar instrumentos musicales en la inminente fiesta de San Ovidio. Al contrario de lo que los pobres ciegos se piensan, Valindin no es su salvador, sino un manguán que lo único que busca es aprovecharse de su condición de ciegos para ridiculizarlos y sacar beneficio económico de la situación. Al final, Valindín propone a los ciegos tocar en otra feria, pero, ellos se niegan. Finalmente Valindín muere asesinado a manos de David.

## Representaciones destacadas
- Teatro Goya, Madrid (Estreno, 1962). Dirección: José Osuna. Intérpretes: José María Rodero, Luisa Sala, María Rus, Pepe Calvo, Francisco Merino, Antonio Puga, José Segura
- Televisión (Estudio 1, TVE, 1973). Dirección: Pedro Amalio López. Intérpretes: José María Rodero, José Bódalo, Manuel Galiana, Victoria Rodríguez, Gabriel Llopart, Jesús Puente, Lorenzo Ramírez, Jesús Enguita, Enrique Cerro.
- Teatro Español, Madrid (1986).[1] Dirección: Miguel Narros. Intérpretes: Manuel Tejada, Charo Soriano, Félix Navarro, Ana Marzoa, Carlos Hipólito, José Segura
- Teatro María Guerrero, Madrid (2018). Dirección: Mario Gas. Intérpretes: Alberto Iglesias, José Luis Alcobendas, Lucía Barrado, Lander Iglesias.